# Fundo de População das Nações Unidas
O Fundo de População das Nações Unidas (ou Fundo das Nações Unidas para Actividades Populacionais, tradução do seu nome em inglês, United Nations Population Fund, com a sigla UNFPA) é o organismo da ONU responsável por questões populacionais. Tem como Diretora-executiva a médica Natalia Kanem, no cargo desde 3 de outubro de 2017, por nomeação do Secretário-geral da ONU, António Guterres.

## Objetivos
Trata-se de uma agência de cooperação internacional para o desenvolvimento que promove o direito de cada mulher, homem, jovem e criança a viver uma vida saudável, com igualdade de oportunidades para todos; apoia os países na utilização de dados sóciodemográficos para a formulação de políticas e programas de redução da pobreza; contribui para assegurar que todas as gestações sejam desejadas, todos os partos sejam seguros, todos os jovens fiquem livres do HIV/Aids e todas as meninas e mulheres sejam tratadas com dignidade e respeito.